# Картье, Жак
Жак Картье́ (фр. Jacques Cartier, брет. Jakez Karter; 1491, Сен-Мало — 1 сентября 1557, Сен-Мало) — бретонский мореплаватель, положивший начало французской колонизации Северной Америки. Совершил три экспедиции к её берегам и стал первым европейцем, описавшим и нанёсшим на карту залив Святого Лаврентия и берега реки Св. Лаврентия и землю, которую он назвал «Страной Канад».
Наряду с Каботом и Шампленом считается одним из главных первооткрывателей Канады.

## Биография
Точная дата рождения Жака Картье неизвестна, он родился между 7 июня и 23 декабря 1491 года в порту Сен-Мало на северо-восточном побережье герцогства Бретань. Сын Жаме Картье и Жесслен Жансар (фр. Jesselin Jansart). О ранних годах его известно мало. В апреле-мае 1520 года он заключил брак с Катрин, дочерью коннетабля Жака де Гранша.
По предположениям некоторых исследователей, Картье сопровождал флорентийского исследователя Джованни да Верраццано, неформально приглашённого королём Франции Франциском I исследовать восточное побережье Северной Америки в 1524 году. В ходе этой экспедиции Веррацано исследовал побережье от нынешней Южной Каролины до Новой Шотландии, включая прибрежные острова. Во время другой экспедиции они дошли до берегов нынешней Бразилии. В подтверждение участия Картье указывают на его отсутствие во Франции во время экспедиций. В то же время, несколько сомнительно участие бретонского моряка в экспедиции, отплывшей из Нормандии. Не упомянут он и среди членов команды корабля «Дофин».
В 1532 году Герцогство Бретань было формально объединено с Францией. Картье был представлен королю Франциску I Жаном ле Вёнёром, епископом Сен-Мало и аббатом Мон-Сен-Мишель, в Мануаре де Брионе. Ле Вёнёр сообщал о путешествиях к Ньюфаундленду и Бразилии в доказательство способности Картье «вести суда к открытию новых земель в Новом Свете». Картье поделился с королём своими замыслами попытать счастье в исследованиях Запада; он поставил себе целью найти дорогу в Индию и Китай.
Первая экспедиция Картье прошла при содействии Франциска I в 1534 году. Он исследовал берега Ньюфаундленда и атлантическое побережье Канады и Залив Святого Лаврентия. Картье осуществил ряд контактов с местными индейцами и вернулся на родину осенью с двумя из них, родственниками вождя Доннаконы, на борту. Картье не смог обнаружить ряд проливов, а также считал острова Мадлен частью материка. Тем не менее экспедиция был признана успешной, и уже 30 октября 1534 года он получил 3000 ливров на подготовку второй экспедиции.
Вторая экспедиция, которая продолжалась 14 месяцев в 1535—1536 году, занималась исследованием реки Святого Лаврентия. Во время зимовки в форту около селения ирокезов Картье составил справочник, описав в нём быт и обычаи индейцев, растительный и животный мир. Возвращаясь из плавания, он был уверен, что нашёл проход в Азию, к волшебной стране Сегеней, где много золота, рубинов и других сокровищ. Картье решил взять вождя Доннакону во Францию, чтобы он смог лично рассказать королю об этой стране. Доклад был принят благосклонно, и Картье был дарован один из кораблей второй экспедиции, Grande Hermine. Однако новой экспедиции помешала Итальянская война (1536—1538).
За время вынужденного перерыва Картье участвовал в защите Джеральда Фицджеральда, вождя одного из ирландских кланов. По одним данным, он принимал участие непосредственно в подготовке бегства Фитцжеральда из Ирландии, по другим, встречал его в порту Сен-Мало.
17 октября 1540 года Франциск I приказал Картье вернуться в открытые им земли с целью начать их заселение. Предполагалось, что колонизацию возглавит Картье, получивший даже благословение из Рима. Ему было приказано взять из тюрем 50 заключённых и продвигаться с ними в новые земли Канады, Ошелаги и Сагенея. Через три месяца новый королевский приказ назначил руководителем экспедиции, ответственным за колонизацию, придворного гугенота Роберваля. Картье теперь должен был заниматься только навигационными вопросами. Новая экспедиция разделилась с самого начала. Картье прибыл в Канаду летом 1541 года и обнаружил изменение в отношении к ним индейцев. Проведя зимовку в осаждённом ирокезами форту и потеряв часть поселенцев, он вернулся на родину. На обратном пути Картье встретил Роберваля. Тот приказал ему вернуться, но Картье ослушался его приказа и тайно отплыл во Францию.
Больше Картье не участвовал в продолжительных экспедициях. Причин этому могло быть две: он нарушил субординацию и оставил Роберваля без прикрытия. Кроме того, привезённые им «сокровища» оказались кварцем и пиритом. В 1544 году он показал перед трибуналом, что хорошо управлял деньгами короля и Роберваля и выплатил в казну Сен-Мало 9 тысяч ливров. Оставшуюся часть жизни Картье провёл в родном Сен-Мало и расположенном неподалёку от него поместье Limoilou, служа переводчиком с португальского языка. Умер мореплаватель во время эпидемии в забвении, не оставив после себя детей. Его тело было предано земле в Соборе Сен-Винсента. Жена Картье скончалась в 1575 году.

## Экспедиции

### Первая экспедиция

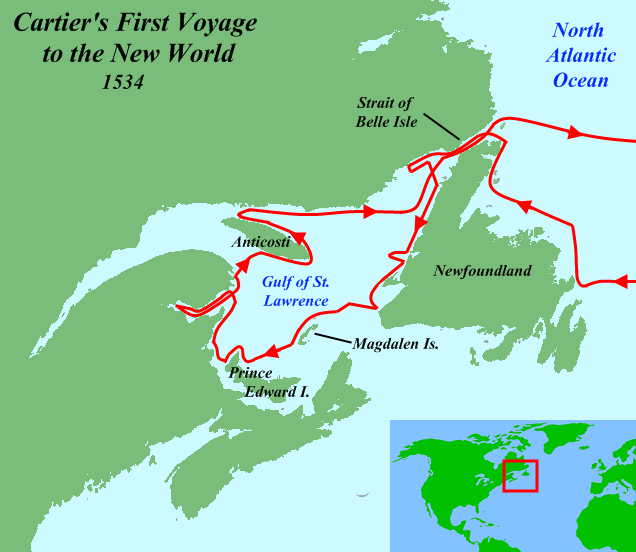
Маршрут первой экспедиции

В 1534 году Франциск I решил наверстать упущенное в освоении Америки, куда уже устремились испанцы, португальцы и англичане. По его приказу, который, однако, не сохранился, Картье начал подготовку к экспедиции, которая должна была обнаружить западный путь в богатые земли Азии. Он должен был «обнаружить определённые острова и земли, где, сказано, должно находиться большое количество золота и других драгоценностей». Несмотря на то, что по настоянию епископа ле Вёнёра, на судах был один священнослужитель, никаких миссионерских целей перед экспедицией не ставилось.
20 апреля 1534 года на двух кораблях с 61 человеком на борту стартовала первая экспедиция. Картье был знаком с побережьем, и ещё за месяц до отплытия он сказал, что планирует добраться до пролива Белл-Айл, расположенного между полуостровом Лабрадор и островом Ньюфаундленд. Через двадцать дней после начала экспедиции он достиг берегов острова и направился на северо-запад. Несмотря на то, что места эти не были абсолютно новыми (неподалёку был расположен порт Брест, который снабжал рыбаков пресной водой, а ещё западнее он встретил заплутавший корабль из Ла-Рошели, которому указал дорогу на родину), Картье давал свои географические названия. Описывая побережье, Картье назвал его «земля, которую Бог отдал Каину», настолько мало было почвы на берегу.
15 июня Картье повернул на юг и приступил к исследованию новых земель. 26 июня он достиг островов Мадлен, а вечером 29 июня — острова Принца Эдуарда, не предполагая, однако, что это остров. На острове Брион Картье, вероятно, возвёл крест. На острове Роше-оз-Уазо («Птичья скала») в островах Мадлен его команда зарезала приблизительно 1000 птиц, большинство из которых являлись бескрылыми гагарками. Птиц было так много, что казалось, что «ими можно было бы заполнить трюмы всех кораблей Франции и не заметить при этом, что их количество на берегу сколько-нибудь уменьшилось».

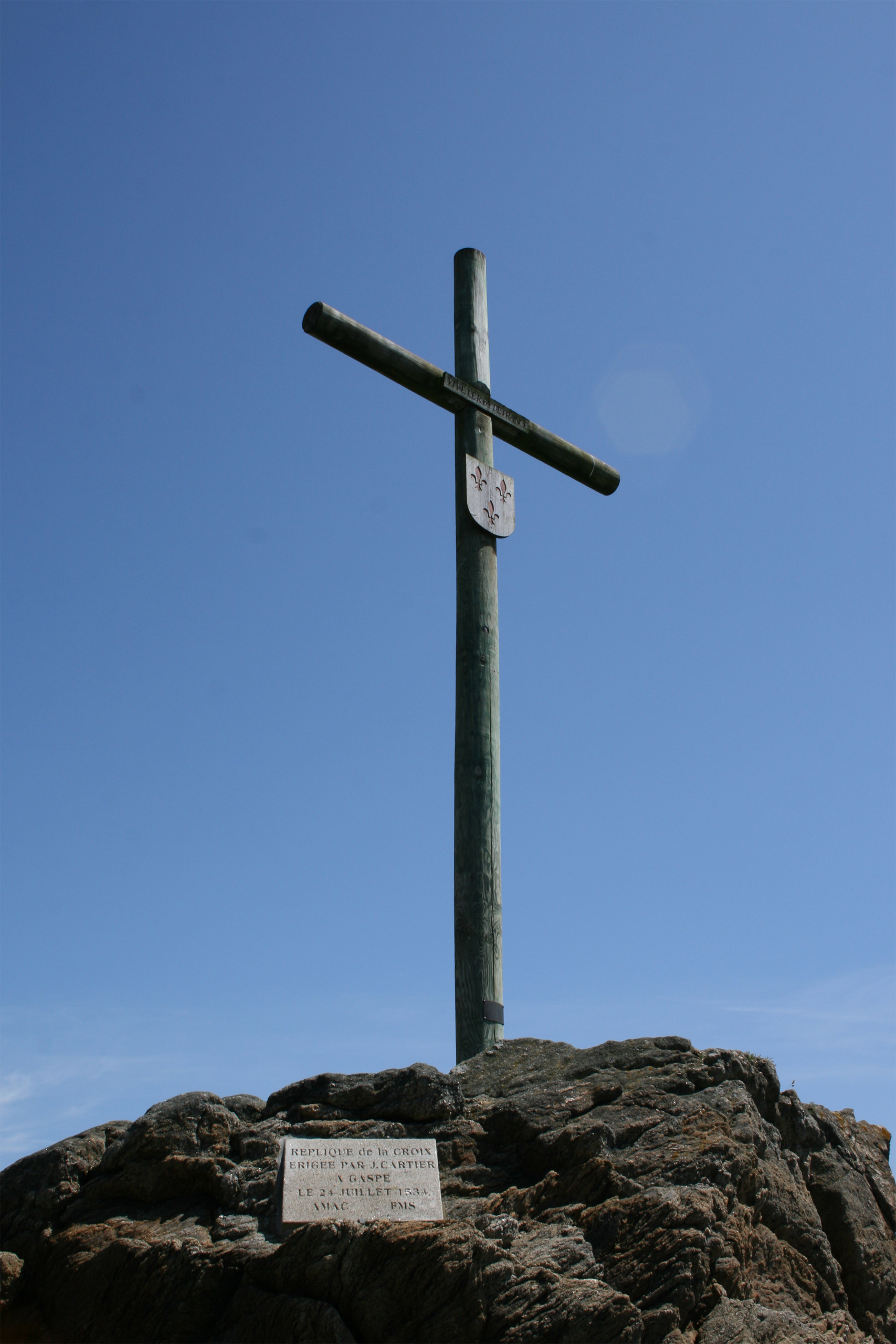
Копия креста, возведённого Жаком Картье в Гаспе 24 июля 1534. Сен-Мало

4—9 июля экспедиция исследовала залив Шалёр в поисках прохода в Азию. Южную оконечность залива Картье назвал мыс Доброй Надежды (Cap d’Espérance), но его надежды так и не оправдались. 14—25 июля Картье исследовал залив Гаспе. 24 июля Картье с моряками установил 10-метровый крест со словами «Да здравствует Король Франции», и объявил эти территории владениями короля, но это не понравилось местному вождю Доннаконе. Во время исследований Картье неоднократно контактировал с индейцами: 12—13 июня это были беотуки с Ньюфаундленда, которые охотились на тюленей, в начале июля он встретил индейцев на берегах острова Принца Эдуарда, а 7 июля в заливе Шалёр микмаки торговали с ним шкурами. В заливе Гаспе он встретился с лаврентийскими ирокезами, которые спустились к воде на лов рыбы. Ирокезы доминировали на территории, поначалу они с благосклонностью приняли подарки Картье, но им не понравилось, что Картье объявил землю владением французского короля. Вождь ирокезов Доннакона вместе со своим братом и тремя сыновьями прибыли на корабль, после некоторых препирательств Картье взял с собой двух сыновей вождя.
Картье дважды был близок к открытию реки Святого Лаврентия. 25 июля он направился к острову Антикости и повернул вдоль него на восток, полагая, что к западу находится очередной залив, а 1—5 августа он продвигался по проливу вдоль острова, но в конце концов плохие погодные условия помешали и Картье решил возвращаться. 15 августа он достиг Ньюфаундленда и направился домой, 5 сентября экспедиция Картье вернулась в Сен-Мало.

### Вторая экспедиция

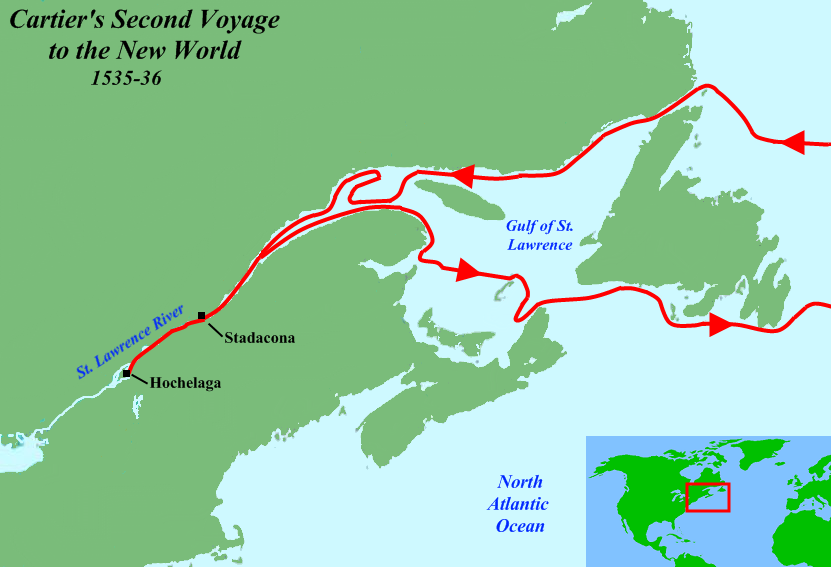
Маршрут второй экспедиции

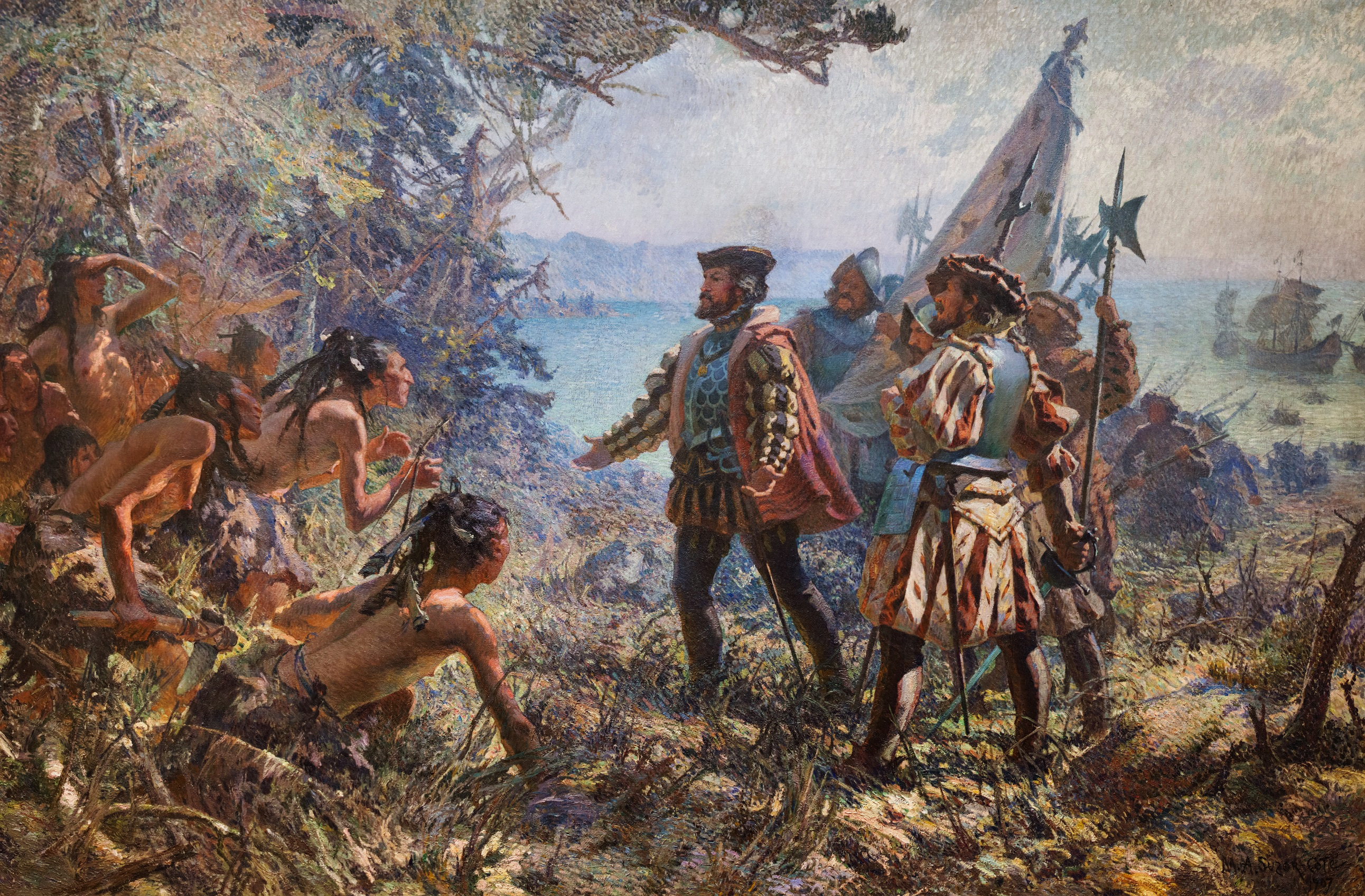
Встреча Жака Картье с индейцами в Стадаконе. Художник Марк-Орель де Фуа Сюзор-Котэ (1907)

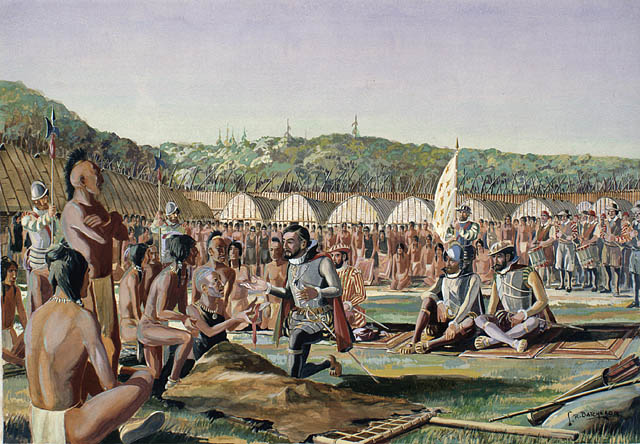
Прибытие Картье в деревню ирокезов на реке Ошелага. Художник Лоуренс Робб Бэтчелор (1933)

Жак Картье отправился во второе плавание на трёх судах (Grande Hermine, Petite Hermine, Émérillon) с командой 110 человек, среди которых несколько родственников Картье и его жены, а также сыновья Доннаконы, которых Картье привёз из первого путешествия. За зиму во Франции они выучили язык, но не приняли католичество. На кораблях было два капеллана, которые проводили мессы во время путешествия, но вопросы обращения индейцев в веру опять не стояли.
19 мая 1535 года он отправился в путь из Сен-Мало, потратив 50 дней на пересечение Атлантики. С помощью индейцев 13 августа он достиг верховий реки Ошелага, которая была настолько велика, что «никто не видел её истоков». Солёная вода сменилась пресной и Картье решил, что нашёл тот проход, который искал. Он остановился в маленьком заливе, который назвал заливом Святого Лаврентия. Название быстро распространилось на весь залив и на реку.
Поднимаясь вверх по реке он достиг 7 сентября острова Орлеан. Эта была территория «канада». Картье планировал продолжать путь по реке и добраться до Ошелаги, но индейцы начали плести интриги. Доннакона хотел монополизировать торговлю с европейцами и отделиться от остальных ирокезов, поэтому препятствовал планам Картье. Картье оставил свои корабли на реке Сент-Круа, напротив мыса Стадакона, на котором была расположена деревня ирокезов и 19 сентября отправился к Хочелаги на корабле Émérillon. 2 октября он достиг крупного города, укреплённого в стиле ирокезов. Ошелага, ныне Монреаль, расположена у подножия горы, которую Картье назвал Мон-Руаяль. Дальнейшему продвижению мешали речные пороги. На языке жестов индейцы показали, что дальше на реке есть ещё пороги, а сама река ведёт к легендарной стране Сагеней, богатой золотом, серебром и медью. Картье был убеждён, что этот путь вёл в Китай, а пороги казались ему единственным препятствием на пути туда. Таким образом город, который в конечном счете появился в том месте, был назван Lachine Rapids и город Lachine, Квебека.
Уже 3 октября Картье двинулся в обратный путь, 7 октября он установил крест в устье реки Сент-Мориси. Европейцы строили форт около Стадаконы, индейцы продолжали плести интриги. Неизвестно точно, когда он решил провести зиму в Стадаконе. Должно быть, к тому времени было слишком поздно возвращаться во Францию. Картье и его люди в течение зимы укрепляли форт, рубили дрова, заготавливали дичь и рыбу.
С середины ноября 1535 года до середины апреля 1536 французские корабли были вморожены в лёд в устье реки Сен-Шарля, под Скалой Квебека. Лёд превышал морскую сажень (1,8 метров), а снег был высотой четыре фута (1,2 метра). К тому же той зимой вспыхнула цинга: сначала среди ирокезов, а затем среди французов. В своём журнале Картье пишет, что к середине февраля, «из 110 человек не нашлось бы и 10, чувствовавших себя достаточно хорошо, чтобы помочь другим, жалкое зрелище». В команде Картье погибло 25 человек, среди местных — 50 человек. Одним из выживших был Домагаи, которого Картье взял во Францию в предыдущем году. Жак Картье узнал от него, что смесь, сделанная из дерева, известного как аннедда (вероятно Туя западная), вылечивает цингу. Это средство, вероятно, и спасло экспедицию от катастрофы, позволив 85 французам пережить зиму.
Весной Картье отправился на родину, он взял с собой около десяти индейцев, включая Доннакону и несколько детей, а также несколько кусков золота и меховых шкур в багаже. Около Стадаконы он оставил корабль Petite Hermine. На обратном пути Картье выяснил, что острова Мадлен в самом деле являются островами, а также обнаружил пролив между Ньюфаундлендом и Кейп-Бретоном. 16 июля 1536 года экспедиция вернулась в Сен-Мало.

### Третья экспедиция
17 октября 1540 года Франциск I приказал Картье вернуться в открытые им земли для начала их колонизации. Предполагалось, что её возглавит Картье. Однако 15 января 1541 главой новой экспедиции был назначен Жан-Франсуа де Роберваль, придворный гугенот и приближённый короля, названный первым генерал-лейтенантом французской Канады. Картье же отводилась роль основного штурмана и навигатора. Пока Роберваль дожидался артиллерии и снабжения, необходимого для закрепления на новых землях, он позволил Жаку Картье отплыть раньше на своих судах.
23 мая 1541 Картье отбыл из Сен-Мало в свою третью экспедицию на пяти судах с полутора тысячами человек на борту. Среди кораблей были вернувшиеся с предыдущей экспедиции Grande Hermine и Émérillon. На сей раз о мысли найти проход к востоку пришлось забыть. Целью экспедиции были найти «Королевство Сагенея» и его богатства, а также основать постоянные поселения вдоль реки святого Лаврентия. Поселенцы везли с собой семена культурных растений и скот.
23 августа, достигнув Стадаконы, Картье вновь встретился с индейцами и объявил, что Доннакона умер, а остальные индейцы не захотели возвращаться. Старый форт был заброшен, и Картье решил найти новое место. Пройдя несколько миль вверх по реке он вышел к мысу, за которым было устье реки Кап-Руж. Здесь он создал новое поселение Шарльбур-Руаяль. Осенью у подножия мыса и на его вершине колонизаторы начали строительство двух фортов. Около нового поселения рос белый кедр, а также были найдены камни, похожие на алмазы и золото>, но по возвращении во Францию выяснилось, что это были кварцевые кристаллы и железные пириты. Отсюда пошла поговорка: «faux comme les diamants du Canada» («фальшивый, как канадские алмазы»). 2 сентября два судна были посланы домой. Они везли на своём борту найденные «сокровиша», а также отчёт о ходе экспедиции.
Поставив задачи для оставшихся в фортах, Картье 7 сентября на баркасах отправился к Ошелаге. Там он встретил старых знакомых и тщательно изучил пороги, чтобы попытаться пройти их следующей весной. Отсутствие переводчиков в этот раз сильно мешало ему. Кроме того, дружелюбное отношение индейцев сменялось враждебностью. О зиме 1541—1542 годов записей не сохранилось. По всей видимости, начавшуюся было цингу удалось победить с помощью индейского лекарства из белого кедра, но само поселение находилось на осадном положении. Произошла стычка, в которых местные индейцы убили около 35 французских поселенцев.
Картье отправился во Францию в начале июня 1542 года. В ньюфаундлендском порту Сент-Джонс он встретил Роберваля, который приказал Картье разворачивать свои корабли и сопровождать экспедицию. Однако Картье ослушался приказа и под покровом темноты покинул порт.

## Дневники экспедиций

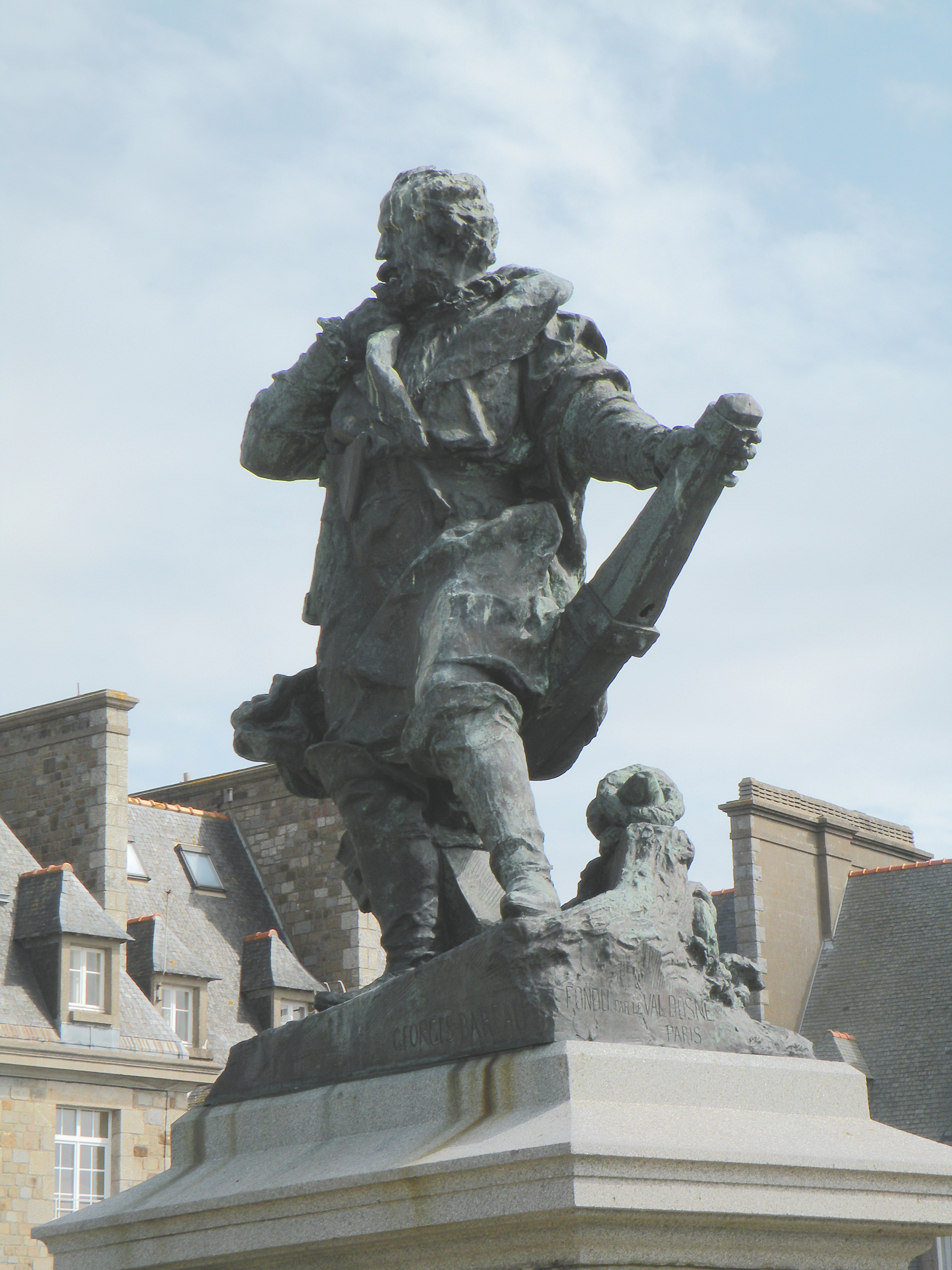
Памятник Картье в Сен-Мало

Дневники первой экспедиции были опубликованы в 1565 году Ramusio на итальянском, в 1580 году Florio на английском, в 1598 году Raphaël du Petit-Val на французском. Вариант французского манускрипта, обработанный Marc Lescarbot, хранится в BN (экспонат 841 коллекции Моро), оригинал не сохранился. Манускрипт из BN изучался Квебекским литературным и историческим обществом в 1843 году, Michelant и Ramé в 1867, H. P. Biggar в 1924, J. Pouliot в 1934, Th. Beauchesne в 1946.
Во время зимовки в Стадаконе Картье составил справочник с информацией о религии и обычаях лаврентийских ирокезов. Слово из языка лаврентийских ирокезов «канада» (деревня) стало названием территории и — позднее — государства Канада. Однако уже следующая французская экспедиция де Шамплена не обнаружила никаких следов ирокезской группы народностей, говорящих на лаврентийском языке, которые были полностью уничтожены в результате войны с гуронами и южными ирокезами.
Водные маршруты региона, протяжённые Richelieu, река Святого Лаврентия, Оттава, давали основания полагать, что континент намного шире, чем считалось ранее. Река Оттава вела к «пресноводному морю».
Дневники второй экспедиции были опубликованы анонимно в 1545 году на французском. В BN хранится три переработанных копии дневника: экспонаты 5589, 5644 и 5653 коллекции Моро, но оригинал не сохранился. Предположительно, автором оригинальных дневников второй экспедиции является Jehan Poullet. Сходство стилей дневников первой и второй экспедиции приводит некоторых авторов к заключению, что он же является автором дневников первой экспедиции. Биггар предполагает, что кто бы ни был автором, дневники представляют собой литературное изложение бортового журнала, который вёл сам Картье.
Дневники третьей экспедиции были опубликованы Ричардом Хаклюйтом в 1600 году на английском языке (не в полном объёме), в основу них лёг документ, найденный в Париже в 1583 году и позже утраченный. Авторство этого документа установить не удалось.

## Внешность
Прижизненных портретов Картье не сохранилось. Известно, что после 1542 года Pierre Desceliers сделал двухдюймовый набросок на Harleian Mappemonde. В 1836 году Léopold Massard опубликовал портрет Картье, сделанный по этому наброску. Также известно изображение на карте Vallard, датированное 1547 годом и однодюймовое изображение в Ramusio, датированное 1556 годом. В XVIII-XIX веках были опубликованы также портреты, сделанные François Riss (1839) и Michelant. Ни один из портретов, кроме первого наброска не обладает достаточной степенью достоверности.

## Память

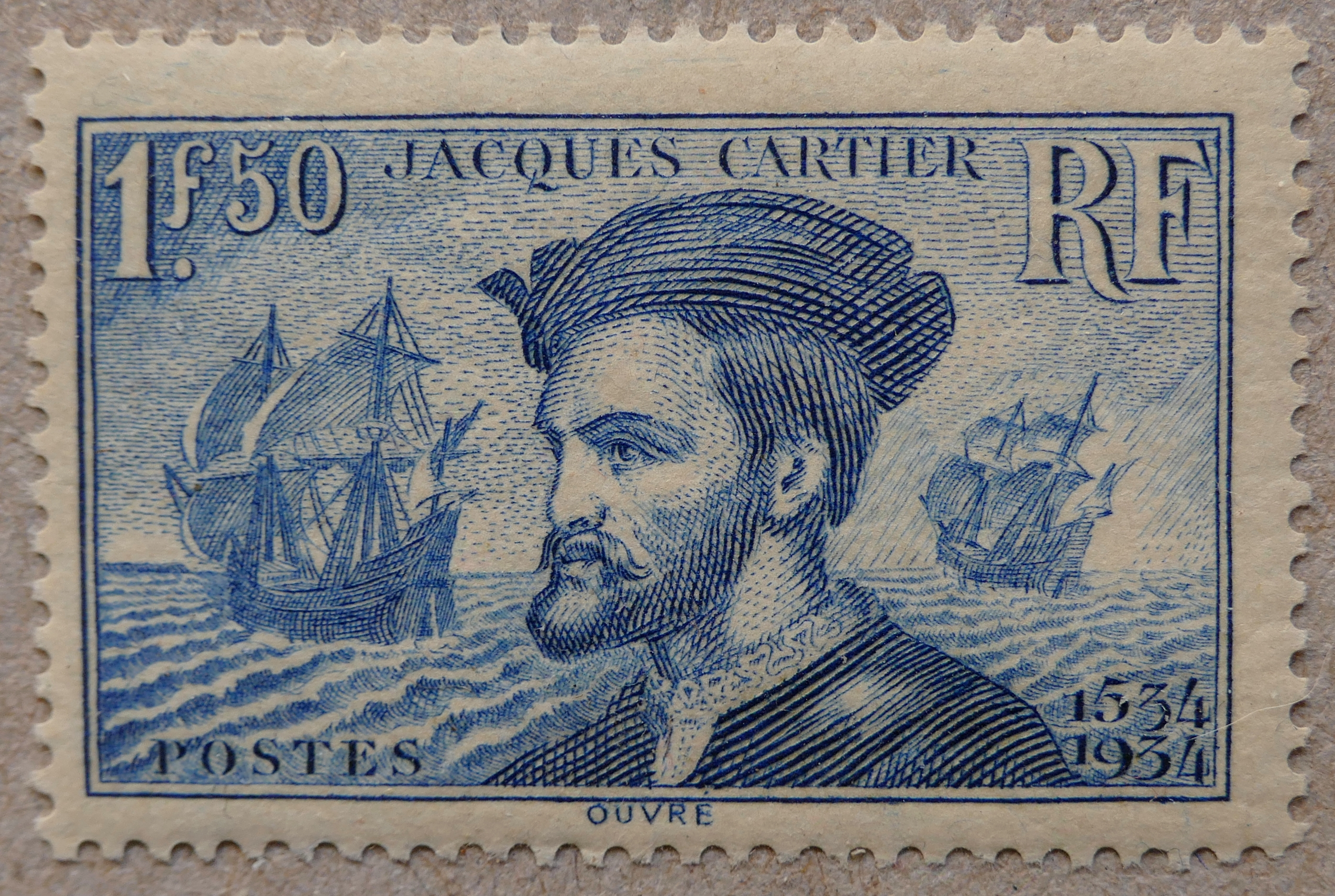
марка Франции, 1934

- Корабль Petite Hermine, оставленный Картье во время второй экспедиции, предположительно был найден в 1842 году. Часть деталей корабля была отправлена в Сен-Мало, другая хранится в Квебекском литературном и историческом обществе[2].
- В Монреале в его честь названа площадь.
- В городе Вуазен-ле-Бретоне, Франция есть улица Жака Картье.
- В городе Шербрук, провинция Квебек есть парк Жак Картье.